# Tour de France 1933
Le Tour de France 1933, 27e édition du Tour de France, s'est déroulé du 27 juin au 23 juillet 1933 sur 23 étapes pour 4 395 km. Il a été remporté par le coureur français Georges Speicher. Cette édition voit la création du Grand Prix de la montagne, gagné par l'Espagnol Vicente Trueba.

## Parcours
Le Tour de France 1933 s'inscrit dans la période de 1905 à 1951, durant laquelle le parcours de la course réalise un « chemin de ronde », collant aux frontières de l'Hexagone.
La course commence à Paris et dans sa banlieue, comme tous les ans jusqu'en 1950, à l'exception de 1926. Le départ est donné au Vésinet, après un défilé dans les rues de Paris depuis le siège de L'Auto, rue du Faubourg-Montmartre. Le parc des Princes accueille l'arrivée du Tour de 1903 à 1967.
Digne (Basses-Alpes), Ax-les-Thermes (Ariège) et Tarbes (Hautes-Pyrénées) sont villes-étapes pour la première fois.

## Équipes participantes
De 1930 à 1961, le Tour de France est disputé par équipes nationales. Les cinq équipes sélectionnées pour cette édition sont la France, la Belgique, l'Italie, la Suisse, et une équipe mixte Allemagne-Autriche. Quarante « touristes-routiers » s'ajoutent à ces équipes pour former un peloton de 80 coureurs.
| no      | Équipes             |
| ------- | ------------------- |
| 1-8     | Belgique            |
| 9-16    | Italie              |
| 17-24   | Suisse              |
| 25-32   | Allemagne/ Autriche |
| 33-40   | France              |
| 101-140 | Touriste-routier    |

## Classements et prix
Le classement général du Tour est établi au temps. Une victoire d'étape donne deux minutes de bonification. Cette édition voit la création du Grand Prix de la montagne. 749 000 francs de primes sont distribués, dont 30 000 au vainqueur du classement général.

## Déroulement de la course
Maurice Archambaud, vainqueur de la première étape à Lille, porte le maillot jaune pendant la première moitié du Tour. Affaibli à l'arrivée dans les Alpes, il voit Learco Guerra, vainqueur de deux étapes à Aix-les-Bains et Grenoble, s'approcher au classement général. Georges Speicher est en forme croissante et se distingue notamment dans les descentes. Il gagne une première étape à Gap, puis s'impose le lendemain à Digne-les-Bains. Ce jour-là, Archambaud est défaillant et perd 15 minutes. Le Belge Georges Lemaire est maillot jaune, devant Guerra et Speicher.
Lors de la 10e étape, seuls 6 coureurs franchissent la ligne d'arrivée dans le délai de 8 %. Afin de maintenir l'intérêt de l'épreuve, l'organisation choisit d'allonger le délai d'élimination de 8 à 10 %. Si ce délai avait été maintenu, Vicente Trueba aurait été le premier coureur espagnol à remporter le Tour.
Archambaud gagne à Cannes et reprend pour une journée la première place du classement général. Georges Speicher s'impose le lendemain à Marseille et prend le maillot jaune, qu'il conserve jusqu'à l'arrivée du Tour à Paris. Délaissé par son équipe, son principal adversaire Georges Lemaire est distancé dans les Pyrénées. Speicher remporte ce Tour devant les Italiens Learco Guerra et Giuseppe Martano.

## Bilan de la course
Georges Speicher signe la quatrième victoire consécutive de l'équipe de France, invaincue depuis que le Tour est disputé par équipes nationales. L'adhésion à cette formule est générale. Elle suscite un regain d'intérêt du public, enthousiasmé par les victoires de l'équipe de France, qui projette l'image d'une France unie. C'est lors de cette édition 1933 que sa « cohésion […] est la plus forte ». Cette « équipe de copains offrait un potentiel assez exceptionnel », qui fait dire à Speicher après sa victoire : « Non, vraiment, nous n'avions aucune idée sur celui d'entre nous qui gagnerait ».
Deux mois plus tard, Speicher devient le premier coureur à réaliser la même année le doublé Tour de France et championnat du monde.
- La moitié des étapes est remportée par deux coureurs: le Belge Jean Aerts (6 étapes) et l'Italien Learco Guerra (5 étapes).
- Les coureurs ont disposé de 4 jours de repos
- La vitesse moyenne de cette épreuve fut de 29,818 km/h.

## Étapes
| Étape,    | Date        | Villes étapes                   |                   | Distance (km) | Vainqueur d’étape  | Leader du classement général |
| --------- | ----------- | ------------------------------- | ----------------- | ------------- | ------------------ | ---------------------------- |
| 1er étape | 27 juin     | Paris - Le Vésinet – Lille      | Étape de plaine   | 262           | Maurice Archambaud | Maurice Archambaud           |
| 2e étape  | 28 juin     | Lille – Charleville             | Étape de plaine   | 192           | Learco Guerra      | Maurice Archambaud           |
| 3e étape  | 29 juin     | Charleville – Metz              | Étape de plaine   | 166           | Alfons Schepers    | Maurice Archambaud           |
| 4e étape  | 30 juin     | Metz – Belfort                  | Étape de montagne | 220           | Jean Aerts         | Maurice Archambaud           |
| 5e étape  | 1er juillet | Belfort – Évian-les-Bains       | Étape de montagne | 293           | Léon Louyet        | Maurice Archambaud           |
| 6e étape  | 3 juillet   | Évian-les-Bains – Aix-les-Bains | Étape de montagne | 207           | Learco Guerra      | Maurice Archambaud           |
| 7e étape  | 4 juillet   | Aix-les-Bains – Grenoble        | Étape de montagne | 229           | Learco Guerra      | Maurice Archambaud           |
| 8e étape  | 5 juillet   | Grenoble – Gap                  | Étape de montagne | 102           | Georges Speicher   | Maurice Archambaud           |
| 9e étape  | 6 juillet   | Gap – Digne                     | Étape de montagne | 227           | Georges Speicher   | Georges Lemaire              |
| 10e étape | 7 juillet   | Digne – Nice                    | Étape de plaine   | 156           | Fernand Cornez     | Georges Lemaire              |
| 11e étape | 9 juillet   | Nice – Cannes                   | Étape de montagne | 128           | Maurice Archambaud | Maurice Archambaud           |
| 12e étape | 10 juillet  | Cannes – Marseille              | Étape de plaine   | 208           | Georges Speicher   | Georges Speicher             |
| 13e étape | 11 juillet  | Marseille – Montpellier         | Étape de plaine   | 168           | André Leducq       | Georges Speicher             |
| 14e étape | 12 juillet  | Montpellier – Perpignan         | Étape de plaine   | 177           | André Leducq       | Georges Speicher             |
| 15e étape | 14 juillet  | Perpignan – Ax-les-Thermes      | Étape de montagne | 158           | Jean Aerts         | Georges Speicher             |
| 16e étape | 15 juillet  | Ax-les-Thermes – Luchon         | Étape de montagne | 165           | Léon Louyet        | Georges Speicher             |
| 17e étape | 16 juillet  | Luchon – Tarbes                 | Étape de montagne | 91            | Jean Aerts         | Georges Speicher             |
| 18e étape | 17 juillet  | Tarbes – Pau                    | Étape de montagne | 172           | Learco Guerra      | Georges Speicher             |
| 19e étape | 19 juillet  | Pau – Bordeaux                  | Étape de plaine   | 233           | Jean Aerts         | Georges Speicher             |
| 20e étape | 20 juillet  | Bordeaux – La Rochelle          | Étape de plaine   | 183           | Jean Aerts         | Georges Speicher             |
| 21e étape | 21 juillet  | La Rochelle – Rennes            | Étape de plaine   | 266           | Jean Aerts         | Georges Speicher             |
| 22e étape | 22 juillet  | Rennes – Caen                   | Étape de plaine   | 169           | René Le Grevès     | Georges Speicher             |
| 23e étape | 23 juillet  | Caen – Paris - Parc des Princes | Étape de plaine   | 222           | Learco Guerra      | Georges Speicher             |

## Classements

### Classement général final
| Classement général | Classement général  | Classement général   | Classement général   | Classement général   |
|                    | Coureur             | Pays                 | Équipe               | Temps                |
| ------------------ | ------------------- | -------------------- | -------------------- | -------------------- |
| 1er                | Georges Speicher    | France               | France               | en 147 h 51 min 37 s |
| 2e                 | Learco Guerra       | Italie               | Italie               | + 4 min 1 s          |
| 3e                 | Giuseppe Martano    | Italie               | Touriste-Routier     | + 5 min 8 s          |
| 4e                 | Georges Lemaire     | Belgique             | Belgique             | + 15 min 45 s        |
| 5e                 | Maurice Archambaud  | France               | France               | + 21 min 22 s        |
| 6e                 | Vicente Trueba      | République espagnole | Touriste-Routier     | + 27 min 27 s        |
| 7e                 | Léon Level          | France               | Touriste-Routier     | + 35 min 19 s        |
| 8e                 | Antonin Magne       | France               | France               | + 36 min 37 s        |
| 9e                 | Jean Aerts          | Belgique             | Belgique             | + 42 min 53 s        |
| 10e                | Kurt Stöpel         | Allemagne            | Allemagne / Autriche | + 45 min 28 s        |
| 11e                | Fernand Fayolle     | France               | Touriste-Routier     | + 56 min 11 s        |
| 12e                | Ludwig Geyer        | Allemagne            | Allemagne / Autriche | + 57 min 4 s         |
| 13e                | Albert Büchi        | Suisse               | Suisse               | + 1 h 7 min 59 s     |
| 14e                | Gaston Rebry        | Belgique             | Belgique             | + 1 h 20 min 16 s    |
| 15e                | Gaspard Rinaldi     | France               | Touriste-Routier     | + 1 h 22 min 12 s    |
| 16e                | Eugène Le Goff      | France               | Touriste-Routier     | + 1 h 24 min 59 s    |
| 17e                | Léon Le Calvez      | France               | France               | + 1 h 38 min 44 s    |
| 18e                | Alfons Schepers     | Belgique             | Belgique             | + 1 h 39 min 49 s    |
| 19e                | René Le Grevès      | France               | France               | + 1 h 48 min 31 s    |
| 20e                | Alfred Büchi        | Suisse               | Suisse               | + 1 h 49 min 59 s    |
| 21e                | Décimo Bettini      | Italie               | Touriste-Routier     | + 1 h 51 min 51 s    |
| 22e                | Émile Decroix       | Belgique             | Touriste-Routier     | + 1 h 52 min 46 s    |
| 23e                | Oskar Thierbach     | Allemagne            | Allemagne / Autriche | + 1 h 55 min 51 s    |
| 24e                | Robert Brugère (en) | France               | Touriste-Routier     | + 2 h 6 min 44 s     |
| 25e                | Alfred Bula (en)    | Suisse               | Suisse               | + 2 h 12 min 34 s    |
| modifier           |                     |                      |                      |                      |

### Classements annexes finals
| Classement du Prix du meilleur grimpeur | Classement du Prix du meilleur grimpeur | Classement du Prix du meilleur grimpeur | Classement du Prix du meilleur grimpeur | Classement du Prix du meilleur grimpeur |
| --------------------------------------- | --------------------------------------- | --------------------------------------- | --------------------------------------- | --------------------------------------- |
|                                         | Coureur                                 | Pays                                    | Équipe                                  | Point(s)                                |
| 1er                                     | Vicente Trueba                          | République espagnole                    | Touriste-Routier                        | 134 points                              |
| 2e                                      | Antonin Magne                           | France                                  | France                                  | 81 pts                                  |
| 3e                                      | Giuseppe Martano                        | Italie                                  | Touriste-Routier                        | 78 pts                                  |
| modifier                                |                                         |                                         |                                         |                                         |

| Classement du Challenge international | Classement du Challenge international | Classement du Challenge international | Classement du Challenge international |
|                                       | Équipe                                | Pays                                  | Temps                                 |
| ------------------------------------- | ------------------------------------- | ------------------------------------- | ------------------------------------- |
| 1re                                   | France                                | France                                | en 444 h 32 min 50 s                  |
| 2e                                    | Belgique                              | Belgique                              | + 1 h 20 min 56 s                     |
| 3e                                    | Allemagne / Autriche                  | Allemagne / Autriche                  | + 2 h 40 min 24 s                     |
| 4e                                    | Suisse                                | Suisse                                | + 4 h 12 min 33 s                     |
| 5e                                    | Italie                                | Italie                                | + 5 h 18 min 10 s                     |
| modifier                              |                                       |                                       |                                       |

### Évolution des classements
| Étape              | Vainqueur          | Classement général | Classement de la montagne | Challenge international |
| ------------------ | ------------------ | ------------------ | ------------------------- | ----------------------- |
| 1                  | Maurice Archambaud | Maurice Archambaud | Non décerné               | Belgique                |
| 2                  | Learco Guerra      | Maurice Archambaud | Non décerné               | Belgique                |
| 3                  | Alfons Schepers    | Maurice Archambaud | Non décerné               | Belgique                |
| 4                  | Jean Aerts         | Maurice Archambaud | Vicente Trueba            | Belgique                |
| 5                  | Léon Louyet        | Maurice Archambaud | Vicente Trueba            | Belgique                |
| 6                  | Learco Guerra      | Maurice Archambaud | Vicente Trueba            | Belgique                |
| 7                  | Learco Guerra      | Maurice Archambaud | Vicente Trueba            | Belgique                |
| 8                  | Georges Speicher   | Maurice Archambaud | Vicente Trueba            | France                  |
| 9                  | Georges Speicher   | Georges Lemaire    | Vicente Trueba            | France                  |
| 10                 | Fernand Cornez     | Georges Lemaire    | Vicente Trueba            | France                  |
| 11                 | Maurice Archambaud | Maurice Archambaud | Vicente Trueba            | France                  |
| 12                 | Georges Speicher   | Georges Speicher   | Vicente Trueba            | France                  |
| 13                 | André Leducq       | Georges Speicher   | Vicente Trueba            | France                  |
| 14                 | André Leducq       | Georges Speicher   | Vicente Trueba            | France                  |
| 15                 | Jean Aerts         | Georges Speicher   | Vicente Trueba            | France                  |
| 16                 | Léon Louyet        | Georges Speicher   | Vicente Trueba            | France                  |
| 17                 | Jean Aerts         | Georges Speicher   | Vicente Trueba            | France                  |
| 18                 | Learco Guerra      | Georges Speicher   | Vicente Trueba            | France                  |
| 19                 | Jean Aerts         | Georges Speicher   | Vicente Trueba            | France                  |
| 20                 | Jean Aerts         | Georges Speicher   | Vicente Trueba            | France                  |
| 21                 | Jean Aerts         | Georges Speicher   | Vicente Trueba            | France                  |
| 22                 | René Le Grevès     | Georges Speicher   | Vicente Trueba            | France                  |
| 23                 | Learco Guerra      | Georges Speicher   | Vicente Trueba            | France                  |
| Classements finals | Classements finals | Georges Speicher   | Vicente Trueba            | France                  |

## Liste des participants
La liste ci-dessous présente les coureurs inscrits par numéro de dossard.
| Légende | Légende                                                                    | Légende | Légende                                                    |
| ------- | -------------------------------------------------------------------------- | ------- | ---------------------------------------------------------- |
| Num     | Dossard de départ porté par le coureur sur ce Tour                         | Pos     | Position à l'arrivée de la course                          |
|         | Indique un maillot de champion national ou mondial, suivi de sa spécialité | NP      | Indique un coureur qui n'a pas pris le départ de la course |
| AB      | Indique un coureur qui n'a pas terminé la course                           | HD      | Indique un coureur qui a terminé la course hors des délais |

| Belgique | Belgique                | Belgique |
| -------- | ----------------------- | -------- |
| Num      | Coureur                 | Pos      |
| 1        | Georges Ronsse (BEL)    | AB-6     |
| 2        | Jean Aerts (BEL)        | 9e       |
| 3        | Georges Lemaire (BEL)   | 4e       |
| 4        | Alfons Schepers (BEL)   | 18e      |
| 5        | Gaston Rebry (BEL)      | 14e      |
| 6        | Jean Wauters (BEL)      | AB-7     |
| 7        | Alfons Deloor (BEL)     | 27e      |
| 8        | Joseph Moerenhout (BEL) | HD-8     |

| Italie | Italie                    | Italie |
| ------ | ------------------------- | ------ |
| Num    | Coureur                   | Pos    |
| 9      | Learco Guerra (ITA)       | 2e     |
| 10     | Raffaele Di Paco (ITA)    | AB-7   |
| 11     | Francesco Camusso (ITA)   | AB-11  |
| 12     | Domenico Piemontesi (ITA) | HD-9   |
| 13     | Vasco Bergamaschi (ITA)   | 39e    |
| 14     | Fabio Battesini (ITA)     | HD-8   |
| 15     | Luigi Giacobbe (ITA)      | 28e    |
| 16     | Allegro Grandi (ITA)      | AB-7   |

| Suisse | Suisse                 | Suisse |
| ------ | ---------------------- | ------ |
| Num    | Coureur                | Pos    |
| 17     | Albert Büchi (SUI)     | 13e    |
| 18     | Alfred Büchi (SUI)     | 20e    |
| 19     | Georges Antenen (SUI)  | HD-8   |
| 20     | Walter Blattmann (SUI) | 30e    |
| 21     | Roger Pipoz (SUI)      | 36e    |
| 22     | August Erne (SUI)      | AB-2   |
| 23     | Alfred Bula (SUI)      | 25e    |
| 24     | Luigi Luisoni (SUI)    | HD-9   |

| Allemagne/Autriche | Allemagne/Autriche      | Allemagne/Autriche |
| ------------------ | ----------------------- | ------------------ |
| Num                | Coureur                 | Pos                |
| 25                 | Kurt Stöpel (GER)       | 10e                |
| 26                 | Oskar Thierbach (GER)   | 23e                |
| 27                 | Ludwig Geyer (GER)      | 12e                |
| 28                 | Herbert Sieronski (GER) | AB-1               |
| 29                 | Hermann Buse (GER)      | HD-10              |
| 30                 | Willi Kutschbach (GER)  | HD-10              |
| 31                 | Max Bulla (AUT)         | HD-8               |
| 32                 | Karl Altenburger (GER)  | DQ-4               |

| France | France                   | France |
| ------ | ------------------------ | ------ |
| Num    | Coureur                  | Pos    |
| 33     | Charles Pélissier (FRA)  | AB-3   |
| 34     | André Leducq (FRA)       | 31e    |
| 35     | Maurice Archambaud (FRA) | 5e     |
| 36     | Georges Speicher (FRA)   | 1er    |
| 37     | Antonin Magne (FRA)      | 8e     |
| 38     | Léon Le Calvez (FRA)     | 17e    |
| 39     | Roger Lapébie (FRA)      | 29e    |
| 40     | René Le Grevès (FRA)     | 19e    |

| Touristes-Routiers | Touristes-Routiers      | Touristes-Routiers |
| ------------------ | ----------------------- | ------------------ |
| Num                | Coureur                 | Pos                |
| 101                | Antoine Dignef (BEL)    | 26e                |
| 102                | Julien Vervaecke (BEL)  | NP-7               |
| 103                | Émile Joly (BEL)        | AB-1               |
| 104                | Camille Degraeve (BEL)  | HD-8               |
| 105                | Émile Decroix (BEL)     | 22e                |
| 106                | Louis Hardiquest (BEL)  | HD-8               |
| 107                | Léon Louyet (BEL)       | 32e                |
| 108                | Léopold Roosemont (BEL) | HD-8               |
| 109                | Antonio Folco (ITA)     | NP-7               |
| 110                | Robert Brugère (FRA)    | 24e                |
| 111                | Giovanni Firpo (ITA)    | HD-8               |
| 112                | Amulio Viarengo (ITA)   | AB-1               |
| 113                | André Gaillot (FRA)     | 33e                |
| 114                | Renato Scorticati (ITA) | HD-10              |

| Touristes-Routiers (suite) | Touristes-Routiers (suite) | Touristes-Routiers (suite) |
| -------------------------- | -------------------------- | -------------------------- |
| Num                        | Coureur                    | Pos                        |
| 115                        | Giuseppe Martano (ITA)     | 3e                         |
| 116                        | Eugenio Gestri (ITA)       | AB-1                       |
| 117                        | Décimo Bettini (ITA)       | 21e                        |
| 118                        | Roger Strebel (SUI)        | AB-1                       |
| 119                        | Vicente Trueba (ESP)       | 6e                         |
| 120                        | Francisco Cepeda (ESP)     | AB-1                       |
| 121                        | Karl Thallinger (AUT)      | HD-10                      |
| 122                        | Léon Level (FRA)           | 7e                         |
| 123                        | Benoît Faure (FRA)         | HD-2                       |
| 124                        | René Bernard (FRA)         | 34e                        |
| 125                        | Roger Bisseron (FRA)       | HD-2                       |
| 126                        | Adrien Buttafocchi (FRA)   | HD-8                       |
| 127                        | Fernand Cornez (FRA)       | 35e                        |
| 128                        | Jean Driancourt (FRA)      | HD-17                      |

| Touristes-Routiers (suite) | Touristes-Routiers (suite)     | Touristes-Routiers (suite) |
| -------------------------- | ------------------------------ | -------------------------- |
| Num                        | Coureur                        | Pos                        |
| 129                        | Fernand Fayolle (FRA)          | 11e                        |
| 130                        | Émile Ignat (FRA)              | HD-10                      |
| 131                        | Edmond Berenger (FRA)          | AB-1                       |
| 132                        | François Haas (FRA)            | AB-10                      |
| 133                        | Pierre Cloarec (FRA)           | 38e                        |
| 134                        | Auguste Monciero (FRA)         | AB-12                      |
| 135                        | Ernest Neuhard (FRA)           | 40e                        |
| 136                        | Gaspard Rinaldi (FRA)          | 15e                        |
| 137                        | Pierre Pastorelli (FRA)        | 37e                        |
| 138                        | Louis Peglion (FRA)            | HD-8                       |
| 139                        | Eugène Le Goff (FRA)           | 16e                        |
| 140                        | Jean-Baptiste Intcegaray (FRA) | AB-1                       |